# 急性腎損傷
急性腎損傷(Acute kidney injury，AKI)，以前稱為「急性腎衰竭」(acute renal failure、ARF)、急性腎功能衰竭，通常在7天內腎臟發展為腎功能突然損失掉。
急性腎損傷的原因是多方面的。通常發生原因為腎組織損壞造成的結果，其起因可為諸多病因，例如低血壓導致的腎血流量的減少(腎缺血)、暴露於對腎有害的物質、腎發炎的過程，或尿路阻礙。AKI診斷是基於特有的實驗室研究結果上、如升高的尿素氮及肌酸酐，或腎臟不能產生足夠量的尿。
AKI可能導致一些併發症，包括代謝性酸中毒(Metabolic acidosis)、高鉀血症，尿毒症、身體體液平衡(Fluid balance)的改變，並影響到其它的器官系統。治療方法主要是支持性看護，如腎替代治療法(Renal replacement therapy)，血液透析以及潛在病症的治療,尚无针对性的治疗方法。
全球每年有1330万急性腎損傷新病例、200万死亡病例。

## 症狀和病徵
急性腎損傷的症狀來自腎功能與該疾病相關的各種干擾。临床表现为肾排泄功能迅速下降, 氮代谢积累以及尿量减少。
急性腎損傷的主要症狀有：
- 尿少或無尿。
- 腫脹，尤其是腿和腳。
- 食慾不振。
- 噁心和嘔吐。
- 感到混亂、焦慮和不安或睏倦。
- 肋骨以下的背部疼痛，這被稱為側腹痛。

## 病因
急性腎損傷可由全身性疾病（如狼疮性肾炎等自體免疫疾病）、敗血症、缺血再灌注、心臟衰竭，肝衰竭、擠壓傷、顯影劑、低血压、特定的抗生素、化疗药物过量使用等引起，从而可能导致肾脏产生过量活性氧(ROS)，使细胞发生氧化应激损伤, 细胞凋亡, 进而刺激间质成纤维细胞的活化, 导致肾纤维化, 最终完全丧失肾功能。